# Jessica Jordan
Jessica Anne Jordan Burton (sinh ngày 6 tháng 5 năm 1984) là một chính trị gia, người mẫu và người đẹp từng tham gia cuộc thi sắc đẹp người Anh gốc Bolivia. Cô từng được trao vương miện Hoa hậu Bolivia và đại diện cho quốc gia này tham gia cuộc thi Hoa hậu Hoàn vũ 2007 được tổ chức tại Mexico City.
Jessica là con duy nhất của một người cha Anh Quốc và người mẹ đến từ Bolivia, Aida Burton. Cha cô, Andrew Keith Jordan là một kỹ sư dầu mỏ. Ngoài Bolivia, Jessica cũng đã sống ở Anh, Scotland, Mỹ và Brazil.
Thời kỳ còn trẻ, Jessica rất quan tâm đến thể thao và đi du lịch và mẹ cô lo lắng rằng cô hơi quá 'tomboy' và không đủ ‘nữ tính’. Vào khoảng 16 tuổi, mẹ cô đưa cô theo học các lớp người mẫu và Jessica cảm thấy rất thích. Kết quả là, Jessica đã tham gia vào nhiều cuộc thi thời trang ở châu Âu Mỹ và Mexico cũng như đã thành công trong nhiều cuộc thi sắc đẹp. Trong đó có cuộc thi Hoa hậu Mundo Latina, cuộc thi cô giành chiến thắng ở Miami năm 2003. Jessica Jordan đã kế vị Desiree Duran, người đã giành danh hiệu Hoa hậu Bolivia 2005 và Hoa hậu Hoàn vũ Bolivia năm 2006. Ngoài ra, cô còn được trao vương miện Reina Internacional del Café 2008.
Vào tháng 9 năm 2012, Tổng thống Movimiento Al Socialismo đã đề cử cô làm ứng cử viên cho chức thống đốc Beni trong cuộc bầu cử đặc biệt năm 2013. Jordan đã bị đánh bại bởi Carmelo Lens của đảng Beni First, người đã giành được 52,27% phần lớn trước kết thúc vị trí thứ hai với 60.382 phiếu bầu (44,35%).
Jessica là phụ nữ trẻ tuổi rất có ảnh hưởng ở Bolivia hiện là Tổng Lãnh sự Bolivia ở New York.